# Thành phố Cotabato
Thành phố Cotabato (Maguindanaon: Ingud nu Kutawatu; Iranun: Inged a Kotawato) là một thành phố độc lập ở vùng Bangsamoro của Philippines.
Thành phố Cotabato trước đây là một phần và là trung tâm khu vực của Vùng XII. Tuy nhiên, do sự phê chuẩn của Luật hữu cơ Bangsamoro, giờ đây nó là một phần của BARMM. Là một thành phố độc lập, nó không phải chịu sự điều chỉnh của Chính quyền tỉnh Maguindanao, nơi nó nằm ở vị trí địa lý. Các Cơ quan Thống kê Philippine cũng liệt kê Cotabato thành phố như độc lập về mặt thống kê.
Thành phố Cotabato khác biệt và không nên nhầm lẫn với tỉnh Cotabato. Thành phố được điều lệ bởi Đạo luật Cộng hòa.

## Khí hậu
| Dữ liệu khí hậu của Cotabato City (1981–2010, extremes 1986–2012) | Dữ liệu khí hậu của Cotabato City (1981–2010, extremes 1986–2012) | Dữ liệu khí hậu của Cotabato City (1981–2010, extremes 1986–2012) | Dữ liệu khí hậu của Cotabato City (1981–2010, extremes 1986–2012) | Dữ liệu khí hậu của Cotabato City (1981–2010, extremes 1986–2012) | Dữ liệu khí hậu của Cotabato City (1981–2010, extremes 1986–2012) | Dữ liệu khí hậu của Cotabato City (1981–2010, extremes 1986–2012) | Dữ liệu khí hậu của Cotabato City (1981–2010, extremes 1986–2012) | Dữ liệu khí hậu của Cotabato City (1981–2010, extremes 1986–2012) | Dữ liệu khí hậu của Cotabato City (1981–2010, extremes 1986–2012) | Dữ liệu khí hậu của Cotabato City (1981–2010, extremes 1986–2012) | Dữ liệu khí hậu của Cotabato City (1981–2010, extremes 1986–2012) | Dữ liệu khí hậu của Cotabato City (1981–2010, extremes 1986–2012) | Dữ liệu khí hậu của Cotabato City (1981–2010, extremes 1986–2012) |
| Tháng                                                             | 1                                                                 | 2                                                                 | 3                                                                 | 4                                                                 | 5                                                                 | 6                                                                 | 7                                                                 | 8                                                                 | 9                                                                 | 10                                                                | 11                                                                | 12                                                                | Năm                                                               |
| ----------------------------------------------------------------- | ----------------------------------------------------------------- | ----------------------------------------------------------------- | ----------------------------------------------------------------- | ----------------------------------------------------------------- | ----------------------------------------------------------------- | ----------------------------------------------------------------- | ----------------------------------------------------------------- | ----------------------------------------------------------------- | ----------------------------------------------------------------- | ----------------------------------------------------------------- | ----------------------------------------------------------------- | ----------------------------------------------------------------- | ----------------------------------------------------------------- |
| Cao kỉ lục °C (°F)                                                | 36.1 (97.0)                                                       | 36.5 (97.7)                                                       | 37.7 (99.9)                                                       | 37.0 (98.6)                                                       | 36.0 (96.8)                                                       | 35.5 (95.9)                                                       | 35.4 (95.7)                                                       | 35.3 (95.5)                                                       | 35.4 (95.7)                                                       | 34.8 (94.6)                                                       | 35.2 (95.4)                                                       | 35.5 (95.9)                                                       | 37.7 (99.9)                                                       |
| Trung bình ngày tối đa °C (°F)                                    | 32.7 (90.9)                                                       | 32.8 (91.0)                                                       | 33.4 (92.1)                                                       | 33.7 (92.7)                                                       | 33.1 (91.6)                                                       | 32.3 (90.1)                                                       | 31.9 (89.4)                                                       | 32.1 (89.8)                                                       | 32.3 (90.1)                                                       | 32.2 (90.0)                                                       | 32.6 (90.7)                                                       | 32.5 (90.5)                                                       | 32.6 (90.7)                                                       |
| Trung bình ngày °C (°F)                                           | 27.8 (82.0)                                                       | 27.9 (82.2)                                                       | 28.3 (82.9)                                                       | 28.6 (83.5)                                                       | 28.1 (82.6)                                                       | 27.6 (81.7)                                                       | 27.3 (81.1)                                                       | 27.5 (81.5)                                                       | 27.6 (81.7)                                                       | 27.5 (81.5)                                                       | 27.8 (82.0)                                                       | 27.6 (81.7)                                                       | 27.8 (82.0)                                                       |
| Tối thiểu trung bình ngày °C (°F)                                 | 22.9 (73.2)                                                       | 23.1 (73.6)                                                       | 23.3 (73.9)                                                       | 23.5 (74.3)                                                       | 23.2 (73.8)                                                       | 22.8 (73.0)                                                       | 22.7 (72.9)                                                       | 22.9 (73.2)                                                       | 22.9 (73.2)                                                       | 22.9 (73.2)                                                       | 22.9 (73.2)                                                       | 22.8 (73.0)                                                       | 23.0 (73.4)                                                       |
| Thấp kỉ lục °C (°F)                                               | 20.0 (68.0)                                                       | 21.0 (69.8)                                                       | 21.0 (69.8)                                                       | 21.0 (69.8)                                                       | 21.0 (69.8)                                                       | 20.5 (68.9)                                                       | 20.6 (69.1)                                                       | 20.5 (68.9)                                                       | 20.8 (69.4)                                                       | 20.8 (69.4)                                                       | 20.7 (69.3)                                                       | 20.0 (68.0)                                                       | 20.0 (68.0)                                                       |
| Lượng mưa trung bình mm (inches)                                  | 88.4 (3.48)                                                       | 83.9 (3.30)                                                       | 119.9 (4.72)                                                      | 146.7 (5.78)                                                      | 268.5 (10.57)                                                     | 312.3 (12.30)                                                     | 325.4 (12.81)                                                     | 244.8 (9.64)                                                      | 256.6 (10.10)                                                     | 285.5 (11.24)                                                     | 216.3 (8.52)                                                      | 139.6 (5.50)                                                      | 2.487,8 (97.94)                                                   |
| Số ngày mưa trung bình (≥ 0.1 mm)                                 | 9                                                                 | 9                                                                 | 11                                                                | 11                                                                | 17                                                                | 20                                                                | 19                                                                | 16                                                                | 16                                                                | 17                                                                | 14                                                                | 12                                                                | 171                                                               |
| Độ ẩm tương đối trung bình (%)                                    | 75                                                                | 74                                                                | 74                                                                | 73                                                                | 74                                                                | 76                                                                | 76                                                                | 76                                                                | 76                                                                | 76                                                                | 75                                                                | 75                                                                | 75                                                                |
| Nguồn: PAGASA                                                     |                                                                   |                                                                   |                                                                   |                                                                   |                                                                   |                                                                   |                                                                   |                                                                   |                                                                   |                                                                   |                                                                   |                                                                   |                                                                   |